# Governador Eugênio Barros
Governador Eugênio Barros là một đô thị thuộc bang Maranhão, Brasil. Đô thị này có diện tích 816,952 km², dân số năm 2007 là 15855 người, mật độ 19,41 người/km².